# Roy Makaay
Rudolphus »Roy« Antonius Makaay, nizozemski nogometaš in trener, * 9. marec 1975, Wijchen, Gelderland, Nizozemska.
Makaay je svojo člansko kariero začel v nizozemskem klubu SBV Vitesse, nadaljeval pri španskih Tenerife in Deportivo La Coruña, nemškem Bayern Münchnu ter jo končal pri nizozemskem Feyenoordu. Z Deportivom je v sezoni 1999/00 osvojil špansko ligo, v sezoni 2001/02 španski pokal, v letih 2000 in 2002 pa še španski superpokal. Z Bayernom pa je osvojil Bundesligo v sezonah 2004/05 in 2005/06 ter nemški pokal v sezonah 2004/05 in 2005/06.
Za nizozemsko reprezentanco je skupno odigral 46 tekem in dosegel osem golov. Nastopil je na evropskih prvenstvih v letih 2000 in 2004 ter na Olimpijskih igrah 2008.